# 中华人民共和国少数民族传统体育运动会
中华人民共和国少数民族传统体育运动会简称民运会，是由国家民族事务委员会和国家体育总局联合主办，由全国56个民族参加的，以各少数民族民间传统体育形式为比赛内容的综合性运动会。运动会每4年举行一次，运动会不排奖牌榜、不设团体总分。其宗旨是：发掘整理各民族民间传统体育形式，弘扬各民族体育文化，促进全民健身运动，增强各族人民身体素质和增进各民族团结。
民运会是在1953年举办的全国民族形式体育表演和竞赛大会的基础上发展而来的。已分别在天津市、内蒙古自治區、新疆維吾爾自治區、广西壯族自治區、云南省、北京市（另设西藏自治区分赛区）、宁夏回族自治區、广东省等省区市举办了十届少数民族传统体育运动会。

## 历届民运会概览
| 屆數     | 舉辦時間                              | 舉辦地                               |
| -------- | ------------------------------------- | ------------------------------------ |
| 第一屆   | 1953年11月8日-12日                    | 天津市                               |
| 第二屆   | 1982年9月2日-8日                      | 内蒙古自治區呼和浩特市               |
| 第三屆   | 1986年8月10日-17日                    | 新疆維吾爾自治區乌鲁木齐市           |
| 第四屆   | 1991年11月10日-17日                   | 广西壯族自治區南宁市                 |
| 第五屆   | 1995年11月5日-11月12日                | 云南省昆明市                         |
| 第六屆   | 1999年8月18日-28日 1999年9月24日-30日 | 西藏自治區拉萨市 北京市              |
| 第七屆   | 2003年9月6日-13日                     | 宁夏回族自治區银川市                 |
| 第八屆   | 2007年11月10日-18日                   | 广东省广州市                         |
| 第九屆   | 2011年9月10日-18日                    | 贵州省贵阳市                         |
| 第十屆   | 2015年8月9日-17日                     | 内蒙古自治區鄂尔多斯市               |
| 第十一屆 | 2019年9月8日-16日                     | 河南省郑州市                         |
| 第十二屆 | 2024年11月22日-30日                   | 海南省三亚市                         |
| 第十三屆 | 2027年                                | 湖南省湘西土家族苗族自治州和張家界市 |

### 第一届
| 比赛时间： 1953年11月8日－12日 比赛地点 天津市 参赛单位 - 6大行政区 - 内蒙古自治區、解放军、铁路系统 | 参赛民族及人数 13个民族，共395名运动员 竞赛项目： 举重、拳击、石锁、摔跤、击剑和步射（弓箭射准） 表演项目： - 武术（分棒术和器械） - 民间体育（分石担、爬杆、踩绳等22项） - 骑术（各种马上技巧表演9项） |

### 第二届
| 比赛时间： 1982年9月2日－8日 比赛地点： 內蒙古自治區呼和浩特市 参赛单位 29个省、自治区、直辖市代表团 | 参赛民族及人数 56个民族，863名运动员 竞赛项目： 射箭邀请赛、中国式摔跤比赛 表演项目： 傣族孔雀拳、蒙古族赛骆驼、赛马等68项 |

### 第三届
| 比赛时间： 1986年8月10日－17日 比赛地点： 新疆維吾爾自治區乌鲁木齐市 参赛单位： 29个省、区、市 | 参赛民族及人数： 56个民族，1097名运动员 竞赛项目： 摔跤、射箭、赛马、叼羊、射弩、抢花炮、秋千 表演项目： 115项民族传统体育活动 |

### 第四届
| 比赛时间： 1991年11月10日－17日 比赛地点： 廣西壯族自治區南宁市 参赛单位： 30个省、区、市 | 参赛民族及人数： 56个民族，1740 竞赛项目： 龙舟、抢花炮、秋千、射弩、珍珠球、木球、摔跤、赛马和武术 表演项目： 120项民族传统体育活动 |

### 第五届
| 比赛时间： 1995年11月5日－12日 比赛地点： 雲南省昆明市 参赛单位： 30个省、区、市及中国人民解放军队 | 参赛民族及人数： 56个民族;竞赛项目： 抢花炮、珍珠球、木球、毽球、摔跤、秋千、武术、射弩、龙舟、赛马、打陀螺 表演项目： 129项民族传统体育活动 |

### 第六届
| 比赛时间： 1999年9月24日－30日 比赛地点： 北京市、西藏自治區拉萨市 参赛单位： 30个省、区、市以及中国人民解放军、新疆生产建设兵团 | 参赛民族及人数： 56个民族， 竞赛项目： - 北京市：抢花炮、珍珠球、木球、蹴球、毽球、武术、摔跤、秋千、龙舟、马上项目（平原） - 西藏自治區拉萨市：射弩、打陀螺、押加、马上项目（高原） 表演项目： 129项民族传统体育活动 |

### 第七届
| 比赛时间： 2003年9月20日－27日 比赛地点： 寧夏回族自治區银川市 参赛单位： 31个省市自治区代表团（包括台湾） 参赛民族及人数： 56个民族 | 竞赛项目： 花炮、珍珠球、木球、蹴球、毽球、龙舟、秋千、射弩、陀螺、押加、高脚竞速、武术、民族式摔跤（搏克、格、且里西、北嘎、绊玟）、马术（速度赛马、走马、跑马射击，跑马射箭、跑马拾哈达）。 表演项目 121个民族传统项目 |

### 第八届
| 比赛时间： 2007年11月10日－18日 比赛地点： 廣東省广州市 参赛单位： 34个省市自治区代表团（包括台湾、香港、澳门） 参赛民族及人数： 56个民族，6381人 | 竞赛项目（15个）： 民族式摔跤（搏克、格、且里西、北嘎、绊跤、朝鲜式摔跤）、射弩、押加、武术、陀螺、秋千、木球、马术（速度赛马、走马、跑马射击，跑马射箭、跑马拾哈达）、龙舟、毽球、花炮、高脚竞速（板鞋竞速）、蹴球、珍珠球 表演项目 149个民族传统项目 |

### 第九届
| 比赛时间： 2011年9月10日－18日 比赛地点： 貴州省貴陽市 参赛单位： 31个省市自治区代表团（包括台湾、香港、澳门） 参赛民族及人数： 56个民族，8000人 | 竞赛项目（15个）： 民族式摔跤（搏克、格、且里西、北嘎、绊跤、朝鲜式摔跤）、射弩、押加、武术、陀螺、秋千、木球、马术（速度赛马、走马、跑马射击，跑马射箭、跑马拾哈达）、龙舟、毽球、花炮、高脚竞速（板鞋竞速）、蹴球、珍珠球 表演项目 民族传统项目 開幕式名稱定為“天地人和——中華頌”，主題是“和之美”，分上下兩篇，上篇集中呈現貴州世居少數民族的獨特風貌，下篇擴展到祖國的天南海北，展示全國各少數民族（包含台湾省）的美好風情。閉幕式主題是“圓之美”，以銀色牛角組成的“滿月”構成團圓的象徵和美滿的寓意，各族人民共聚圓月之下，載歌載舞，共慶盛典。 |

### 第十届
| 比赛时间： 2015年 比赛地点： 內蒙古自治區鄂尔多斯市 |

### 第十一届
| 比赛时间： 2019年 比赛地点： 河南省郑州市 |

## 备注
1. ↑  分别是：华北、东北、西北、中南、西南、东南。
2. ↑  分别是：汉族、蒙古族、回族、藏族、维吾尔族、哈萨克族、苗族、满族、中國朝鮮族、傣族、纳西族、塔塔尔族。